# Parás
Parás là một đô thị thuộc bang Nuevo León, México. Năm 2005, dân số của đô thị này là 950 người.